# Gao Wei
Gao Wei (in cinese: 高伟S; 1º aprile 1985) è un'ex sollevatrice cinese campionessa mondiale che ha gareggiato nella categoria dei pesi gallo (fino a 48 kg.).

## Carriera
All'età di soli 16 anni Gao Wei conquistò la medaglia d'oro ai Campionati mondiali di Antalya 2001 con 190 kg. nel totale.
È stata anche due volte campionessa mondiale juniores nel 2003 e nel 2004.
I suoi record personali sono di 90 kg. nello strappo, 110 kg. nello slancio e 200 kg. nel totale.